# Lungotevere Guglielmo Oberdan
Il lungotevere Guglielmo Oberdan è il tratto di lungotevere che collega piazza Monte Grappa a piazza del Fante, a Roma, nel quartiere Della Vittoria.
Il lungotevere è dedicato al patriota triestino irredentista Guglielmo Oberdan, disertore dell'Imperiale e regio Esercito austro-ungarico e morto per impiccagione per aver tentato l'uccisione di Francesco Giuseppe I d'Austria.
È stato istituito con delibera del governatore il 19 dicembre 1940.
Il lungotevere si trova nei pressi di ponte Risorgimento; nelle vicinanze è sito il Convitto Nazionale Vittorio Emanuele II (piazza Monte Grappa).
Durante il periodo estivo, è sede più grande mercato italiano di compravendita di libri scolastici usati.